# Sites mégalithiques de la Manche
Cet article présente la liste des sites mégalithiques de la Manche, en France.

## Généralités
Seuls deux polissoirs fixes sont recensés dans le département, la Pierre Saint-Benoit et la Pierre Saint-Martin, tous deux situés dans le sud du département.
| \| Saint-Lô Avranches Cherbourg-en-Cotentin Coutances \| Répartition géographique des mégalithes dans la Manche. · : dolmen - : menhir - : autre site mégalithique |
| Saint-Lô Avranches Cherbourg-en-Cotentin Coutances |

## Essai d'inventaire
La plus ancienne mention d'un mégalithe du département de la Manche date de 1773. On la doit à Gilles-Pierre de Chantereyne qui mentionne les Pierres Couplées de Tourlaville dans un manuscrit consacré à l'histoire de Cherbourg. M. de Gerville décrit successivement en 1824, 1838 et 1854 plusieurs monuments mégalithiques du département. En 1833, L. Ragonde, s'inspirant des travaux de de Gerville publie un premier recensement des monuments des environs de Cherbourg et P. le Fillastre leur consacre une étude. En 1845, Amélie Bosquet reprend intégralement ces travaux et entreprend un classement des monuments mégalithiques par le folklore qui leur est attaché. En 1861, Bertrand Lachenée complète les travaux de de Gerville. Le Dictionnaire archéologique de la Gaule de 1875 compile l'intégralité de ces documents.
L'Inventaire des monuments mégalithiques publié en 1880 recense 6 menhirs, 14 dolmens, 1 cromlech, 1 pierre branlante et 2 blocs erratiques. C'est à Léon Coutil que l'on doit le recensement le plus complet, publié en 1895 dans son Dictionnaire palethnologique du département de la Manche, recensement qu'il complète en 1896 après un voyage sur place. Ses travaux, publiés en 1906, constituent, encore à ce jour, le seul inventaire quasi exhaustif des sites mégalithiques connus, tous types de mégalithes confondus. Coutil entreprend un inventaire par commune et par groupes (dolmens et allées couvertes, tumulus dolméniques, menhirs, polissoirs, pierres à légendes, pierres branlantes) en distinguant les monuments encore existants des monuments anciennement mentionnés mais déjà détruits. L'ensemble est complété d'un recensement des noms de lieux pouvant rappeler la présence de monuments disparus.
| Nom usuel                            | Commune                    | Remarque                          | Protection                                  | Coordonnées                 | Illustration                         |
| ------------------------------------ | -------------------------- | --------------------------------- | ------------------------------------------- | --------------------------- | ------------------------------------ |
| Pierre Lée                           | Appeville                  |                                   |                                             | 49° 20′ 02″ N, 1° 20′ 56″ O |                                      |
| Dolmen de la Roche                   | Barenton                   |                                   |                                             |                             |                                      |
| Allée couverte de la Forge           | Bretteville                |                                   | Classé MH (1862)                            | 49° 38′ 50″ N, 1° 30′ 35″ O | Allée couverte de la Forge           |
| Longue Pierre                        | Carneville                 | appelé aussi Divise de Carneville | détruit                                     |                             |                                      |
| Pierre Bottin                        | Cerisy-la-Salle            | menhir                            |                                             | 49° 01′ 47″ N, 1° 15′ 41″ O |                                      |
| Dolmen de Trigalle                   | Cosqueville                |                                   | détruit                                     |                             |                                      |
| Pierre Plantée                       | Cosqueville                | menhir                            |                                             | 49° 41′ 34″ N, 1° 24′ 02″ O |                                      |
| Pierre Aigüe                         | Donville-les-Bains         | menhir                            |                                             |                             | Pierre Aigüe                         |
| Allée couverte de Fort Joret         | Fermanville                |                                   |                                             | 49° 41′ 49″ N, 1° 26′ 24″ O |                                      |
| Menhir des Casernes                  | Fermanville                |                                   |                                             |                             |                                      |
| Dolmen Corb                          | Flamanville                |                                   | détruit                                     |                             |                                      |
| Pierre-aux-Serpents                  | Flamanville                | menhir                            | détruit                                     |                             |                                      |
| Menhir de Geffosses                  | Geffosses                  |                                   | incorporé dans un mur de l'école des filles |                             |                                      |
| Menhir de Gouville-sur-Mer           | Gouville-sur-Mer           |                                   |                                             | 49° 05′ 12″ N, 1° 34′ 32″ O |                                      |
| Dolmen de la Guérinière              | Le Grand-Celland           |                                   |                                             | 48° 41′ 16″ N, 1° 10′ 00″ O |                                      |
| Pierre de la Guérinière              | Le Grand-Celland           | menhir douteux                    |                                             |                             |                                      |
| Coffres de Genétaie                  | Granville (Chausey)        |                                   |                                             | 48° 52′ 38″ N, 1° 50′ 30″ O |                                      |
| Cromlech de l'Œillet                 | Granville (Chausey)        |                                   |                                             | 48° 52′ 44″ N, 1° 49′ 16″ O | Cromlech de l'Œillet                 |
| Maison des Morts                     | Granville (Chausey)        | dolmen                            |                                             | 48° 52′ 30″ N, 1° 49′ 57″ O |                                      |
| Pierre du Sacrifice                  | Granville (Chausey)        | autre nom dolmen de la Chapelle   |                                             | 48° 52′ 22″ N, 1° 49′ 40″ O |                                      |
| Pierre du Diable                     | Jullouville                | autre nom Pierre Levée            |                                             | 48° 46′ 21″ N, 1° 32′ 00″ O | Pierre du Diable                     |
| Tumulus de Tourville                 | Lestre                     |                                   |                                             | 49° 31′ 18″ N, 1° 20′ 00″ O |                                      |
| Allée couverte du Bois du Mont       | Lithaire                   |                                   |                                             | 49° 16′ 52″ N, 1° 30′ 17″ O |                                      |
| Allée couverte du Bois de la Plesse  | Lithaire                   |                                   |                                             | 49° 17′ 08″ N, 1° 29′ 44″ O |                                      |
| Grande Pierre                        | Maupertus-sur-Mer          | menhir                            | Classé MH (1889)                            | 49° 39′ 19″ N, 1° 29′ 20″ O | Grande Pierre                        |
| Autel des Druides                    | Les Moitiers-d'Allonne     |                                   | Classé MH (1906)                            | 49° 24′ 39″ N, 1° 44′ 44″ O | Autel des Druides                    |
| Pierres grises                       | Montaigu-la-Brisette       | dolmen et menhir                  | détruits                                    |                             |                                      |
| Cromlech de Blanchelande             | Montanel                   |                                   |                                             |                             |                                      |
| Pierre Dressée                       | Négreville                 | menhir                            |                                             |                             |                                      |
| Menhir d'Austhot                     | Néville-sur-Mer            |                                   |                                             |                             |                                      |
| Tumuli de Saint-Martin d'Ormonville  | Omonville-la-Petite        |                                   |                                             |                             |                                      |
| Dolmen du Petit-Celland              | Le Petit-Celland           |                                   |                                             |                             |                                      |
| Pierre de la Percaillerie            | Les Pieux                  | menhir                            | détruit                                     |                             |                                      |
| Allée couverte de la Petite Roche    | Rocheville                 |                                   | Classé MH (1906)                            | 49° 29′ 38″ N, 1° 35′ 32″ O | Allée couverte de la Petite Roche    |
| Allée couverte des Forges            | Rocheville                 | autre nom Galerie des Forges      | détruite                                    |                             |                                      |
| Allée couverte du Catillon           | Rocheville                 |                                   | détruite                                    |                             |                                      |
| Table des Fées                       | Rocheville                 | allée couverte                    | détruite                                    |                             |                                      |
| Dolmen de la Roche-Grise             | Saint-Clément-Rancoudray   |                                   |                                             |                             |                                      |
| Pierre Saint-Martin                  | Saint-Cyr-du-Bailleul      | polissoir                         | Classé MH (1977)                            | 48° 34′ 06″ N, 0° 47′ 09″ O | Pierre Saint-Martin                  |
| Tumulus de Sainte-Croix-Hague        | Sainte-Croix-Hague         |                                   |                                             |                             |                                      |
| Menhir de la Bergerie des Étennevaux | Saint-Germain-des-Vaux     | autre nom La Grosse Pierre        |                                             | 49° 43′ 16″ N, 1° 55′ 39″ O | Menhir de la Bergerie des Étennevaux |
| Pierre Saint-Benoit                  | Saint-James                | polissoir                         | Classé MH (1977)                            | 48° 32′ 04″ N, 1° 19′ 08″ O | Pierre Saint-Benoit                  |
| Menhir de Saint-Jean-du-Corail       | Saint-Jean-du-Corail       |                                   |                                             |                             |                                      |
| Pierre des Rouettes                  | Saint-Malo-de-la-Lande     | menhir                            |                                             | 49° 03′ 33″ N, 1° 32′ 53″ O |                                      |
| Haute Pierre                         | Saint-Pierre-Église        | menhir                            |                                             | 49° 40′ 49″ N, 1° 23′ 26″ O |                                      |
| Longue Pierre                        | Saint-Pierre-Église        | menhir                            |                                             | 49° 40′ 35″ N, 1° 24′ 20″ O | Longue Pierre                        |
| Pierre à l'Homme                     | Saint-Rémy-des-Landes      | menhir                            |                                             |                             |                                      |
| Allée couverte des Cartesières       | Saint-Symphorien-des-Monts |                                   | Classé MH (1977)                            | 48° 32′ 10″ N, 1° 00′ 11″ O | Allée couverte des Cartesières       |
| Pierres Tournantes                   | Teurthéville-Hague         | 2 menhirs                         |                                             | 49° 35′ 03″ N, 1° 44′ 37″ O |                                      |
| Pierre Butée                         | Tollevast                  | menhir                            | détruit                                     |                             |                                      |
| Pierres Couplées                     | Tourlaville                | autre nom Pierres Encouplées      | détruite                                    |                             |                                      |
| Dolmen de Truffert                   | Tourlaville                |                                   |                                             |                             |                                      |
| Menhirs de Maupas                    | Tourlaville                | 3 menhirs                         |                                             |                             |                                      |
| Pierre du Blanc-Rocher               | Varenguebec                | dolmen ?                          | détruit                                     |                             |                                      |
| Cromlech du Grand Lucet              | Vasteville                 |                                   |                                             | 49° 36′ 04″ N, 1° 47′ 53″ O |                                      |
| Pierres Pouquelées                   | Vauville                   |                                   | Classé MH (1907)                            | 49° 39′ 00″ N, 1° 51′ 14″ O | Pierres Pouquelées                   |
| Épinette de Vauville                 | Vauville                   | menhir                            |                                             |                             |                                      |
| Tumuli de Vauville                   | Vauville                   |                                   |                                             |                             |                                      |
| Tumulus de la Butte                  | Vierville                  |                                   | Classé MH (1974)                            | 49° 21′ 34″ N, 1° 14′ 55″ O |                                      |